# 司来吉兰
司来吉兰（英語：Selegiline），商品名咪多吡（英語：Eldepryl）等，是一种选择性不可逆型单胺氧化酶抑制剂（MAOI），主要用于治疗抑郁症或作为辅助疗法配合左旋多巴等药物治疗帕金森。对于帕金森，主要是抑制B型单胺氧化酶（MAO-B），进而提高左旋多巴等药物的生物利用度，并且可以提高脑内多巴胺的水平。
在较高剂量下，该药失去对 MAO-B 的特异性，同时抑制A型单胺氧化酶 (MAO-A)，这同样也能增加脑内血清素和去甲肾上腺素的水平。
除 MAOI 活性外，司来吉兰还是一种儿茶酚胺活性增强剂（CAE），进而增强脑内脉冲介导的去甲肾上腺素和多巴胺释放。

## 医疗用途

### 帕金森
司来吉兰治疗帕金森通常是辅助如左旋多巴等药物进行治疗，也可单独用药。左旋多巴合用司来吉兰的理由是减少所需的左旋多巴剂量，从而减少左旋多巴引起的运动症状波动和异动症。同时，司来吉兰具有神经保护作用，并可以增强其对帕金森的治疗效果，延长作用时间。
除了帕金森之外，司来吉兰还可以改善帕金森患者的抑郁。

### 抑郁症
司来吉兰通过抑制单胺氧化酶进而提高脑内单胺类神经递质的水平，进而改善抑郁症状。但目前已经很少使用司来吉兰治疗抑郁症了。

## 禁忌

### 药物
司来吉兰不能与以下药物合用：
- 血清素类药物，因为可能引起血清素综合症
- 肾上腺素类或拟交感神经类药物，因为可能引起高血压

如果停用司来吉兰，重新使用以上药物，需要长时间停止使用司来吉兰（约14天左右）后，才能开始使用。反之亦然。

### 食物
不能和富有酪胺（如：发酵食品、芝士、酵母制品、鸡肝、蜗牛、腌鲱鱼、红酒、啤酒、蚕豆、巧克力和奶油制品）的食品一起使用，因为可能引起高血压。

## 副作用
按发生频率依次递减：恶心、幻觉、精神错乱、抑郁、失去平衡、失眠、不自主运动增加、激动、心率减慢或不规律、妄想、高血压、新发或加重心绞痛以及晕厥。

## 药理
- 选择性不可逆型单胺氧化酶抑制剂（低剂量MAO-B，高剂量MAO-A&MAO-B）
- 儿茶酚胺活性增强剂（CAE）